# Pukkeenegak
Dans la mythologie inuit, Pukkeenegak est la déesse des enfants, de la grossesse, de l'accouchement et de la fabrication de vêtements. La tradition veut qu'elle soit celle qui donne les enfants ainsi que de la nourriture et du matériel pour confectionner des vêtements aux femmes inuites. Elle est donc connue des Inuits comme une déesse bienveillante. Elle est généralement représentée avec un visage tatoué et une paire de grandes bottes aux pieds,,.

## Fonctions
« Le peuple inuit vénère Pukkeenegak en tant que déesse du foyer et de la maison. Elle dirige toutes les tâches domestiques, y compris la couture et la cuisine. En tant que divinité de l'accouchement, elle régit toutes les étapes de la grossesse, y compris la conception et le travail. » 

## Dans la culture populaire
- Pukkeenegak apparait sur une des cartes du jeu de cartes à collectionner Deus paru en 1996, il s'agit plus précisément de la carte 159 Pukkeenegak dans la série des Eskimaux[5].